# Меролья, Лукас
Лукас Габриэль Меролья (исп. Lucas Gabriel Merolla; род. 27 июня 1995, Буэнос-Айрес) — аргентинский футболист, защитник клуба «Масатлан».

## Клубная карьера
Меролья — воспитанник клуба «Уракан». Летом 2016 года для получения игровой практики Лукас на правах аренды перешёл в «Депортиво Эспаньол». 28 августа в матче против «Дефенсорес де Бельграно» он дебютировал в Примере Метрополитана. 2 апреля 2017 года в поединке против столичной «Атланты» Лукас забил свой первый гол за «Депортиво Эспаньол». Летом 2017 года Меролья был арендован «Гильермо Браун». 17 сентября в матче против «Институто» он дебютировал в аргентинской Примере B. 3 декабря в поединке против «Атлетико Митре» Лукас забил свой первый гол за «Гильермо Браун».
По окончании аренды Меролья вернулся в «Уракан». 10 марта 2019 года в матче против «Сан-Мартин Тукуман» он дебютировал в аргентинской Примере. 24 марта 2021 года в поединке против «Атлетико Тукуман» Лукас забил свой первый гол за «Уракан». 